# Withalsfluiter
De withalsfluiter (Pachycephala arctitorquis) is een zangvogel uit de familie Pachycephalidae (dikkoppen en fluiters).

## Verspreiding en leefgebied
Deze soort komt voor op de Kleine Soenda-eilanden en de zuidelijke Molukken en telt drie ondersoorten:
- P. a. kebirensis: oostelijke Kleine Soenda-eilanden.
- P. a. arctitorquis: Tanimbar-eilanden.
- P. a. tianduana: Tayando-eilanden (zuidwestelijk van Nieuw-Guinea).